# عربة دبي
دبي ترولي Dubai Trolley هو نظام ترام في وسط مدينة دبي. يتضمن عددًا من الترام المصمم خصيصًا لشركة إعمار العقارية ، بسرعة تشغيلية تصل إلى 10 كم في الساعة. العربات ذات الطابقين ويمكن أن تستوعب 50 راكبًا، يمكنهم الركوب على سطح السفينة المفتوح أو المقاعد المكيفة. ينقلون الركاب مجانًا.
تم الإعلان عن مشروع دبي ترولي من قبل شركة إعمار العقارية في 23 أبريل 2008 ، مع اقتراح الافتتاح في نهاية عام 2009. وقدرت التكلفة الإجمالية بمبلغ 500 مليون درهم إماراتي .
الخط الذي ستُبنى عليه عربات السفر في دبي على ثلاث مراحل والتي ستشكل 7 كم حلقة حول وسط مدينة دبي. منذ عام 2019 تم إيقاف تشغيل عربة دبي. توجد الأعمدة في المسارات، ويتم عرض عربة الترام رقم واحد للجمهور في الشارع، ويستخدم المستودع كمنطقة تجارية.

### المرحلة الأولى
افتُتحت المرحلة الأولى في عام 2015. وهي تمتد في منتصف شارع الشيخ محمد بن راشد المداري، مع ثلاث محطات تخدم فندق العنوان وفندق المنزل وسط المدينة وفندق فيدا وسط المدينة.
كان من المقرر في الأصل أن تكون المرحلة الأولى عبارة عن خط خدمة نقل مكوكية سريع مزدوج المسار بطول 1.1 كيلومتر (0.68 ميل) يعمل بين محطة تقاطع برج بليس مع مترو دبي ودبي مول، على أن يبدأ التشغيل بحلول نهاية عام 2009، ولكن تم تعليقها في يوليو 2010.

### المرحلة الثانية
ستشمل المرحلة الثانية الحلقة الكاملة التي يبلغ طولها 4.6 كيلومتر (2.9 ميل)، مما يوفر مسارًا واحدًا وخدمة نقل أحادية الاتجاه في اتجاه عقارب الساعة تعمل من وإلى محطة تقاطع برج بليس مع مترو دبي. ومن المتوقع أن تخدم جميع المحطات العشر في مشروع الشبكة الذي تبلغ مساحته 500 فدان (200 هكتار). سيستغرق وقت الرحلة بالكامل في اتجاه واحد حوالي 8 دقائق. كان من المقرر في الأصل افتتاح المشروع في عام 2010.

## ترام دبي
يتم تشغيل عربات الترام ذات الطابقين المكشوفة ذات الطابقين والمصممة في الولايات المتحدة بواسطة TIG / m بواسطة خلايا الوقود ، مع البطاريات المستخدمة لاستعادة طاقة الكبح المتجددة.

## أنظر أيضا
- ترام دبي